# Sulcia mirabilis
Sulcia mirabilis là một loài nhện trong họ Leptonetidae.
Loài này thuộc chi Sulcia. Sulcia mirabilis được J. Kratochvíl miêu tả năm 1938.